# A diótörő
A diótörő Pjotr Iljics Csajkovszkij utolsó balettje és egyben utolsó színpadi műve. A történet alapját E. T. A. Hoffmann Diótörő és Egérkirály című meséje képezi. A mű első koreográfiáját Marius Petipa tervezte. Nagy sikert aratott ősbemutatójára 1892. december 18-án került sor a szentpétervári Mariinszkij színházban. A Magyar Királyi Operaházban először 1927. december 21-én mutatták be Brada Ede koreográfiájával.

## A mű keletkezésének története
A diótörő ötlete Ivan Vszevolozsszkijtól, a Cári Színházak egykori főigazgatójától származott. E. T. A. Hoffmann Diótörő és Egérkirály című meséjéből Petipával olyan mesebalettet akart rendeztetni, amely minden addigit felülmúl, és szebbnél szebb jelmezeket kívánt felsorakoztatni, hiszen kitűnően értett a jelmeztervezéshez. A Hoffmann-mesének a népszerű francia írótól, id. Alexandre Dumas-tól származó változatát nyújtotta át Petipának. Már Dumas is, de még inkább Petipa, egészen megváltoztatta az eredeti mesét. Két képre osztotta a balettet. Az első képben megtartotta a karácsonyesti jelenetet, de a másodikban eltűnt a mese fonala, helyét az önmaga alkotta pazar látványosság – Cukorország – foglalta el. Csajkovszkij csekély lelkesedéssel állt neki a mű megzenésítésének, ugyanis úgy érezte, a pazar díszletek és jelmezek, amelyeket a főigazgató elképzelt, veszélyeztetik a zene érzelmi tartalmának átélését. A mesetéma érdekessége volt az, ami miatt mégis elfogadta a felkérést. Csajkovszkij rövid idő alatt, 1892 elejére elkészült a zenével. A hangszerelés érdekessége, hogy cselesztát is alkalmazott. A balettből egy kivonat, az ún. Diótörő szvit már március 7-én megszólalt egy szentpétervári koncerten. A teljes művet december 18-án mutatták be a Mariinszkij Színházban.

## Szereplők
- Stahlbaum tanácsos
- Feri
- Stahlbaumné
- Nagyapa
- Marika
- Nagyanya
- Lujzi
- Mária hercegnő
- Misi
- Diótörő herceg
- Drosselmeyer
- Egérkirály
- Dada
- Diótörő
- Vendégek, gyermekek, bábjátékosok, babák, hópelyhek, egerek, játékkatonák.

## Cselekménye

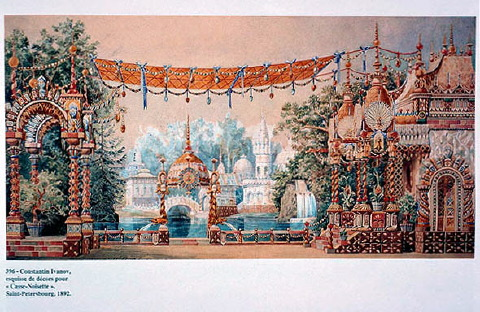
Az ősbemutató díszlete

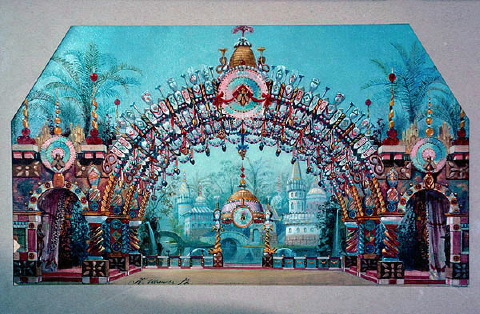
Az ősbemutató díszlete

### Első felvonás

#### Első kép
Helyszín: Stahlbaum tanácsos udvara és háza.
A sűrű pelyhekben hulló hó beborítja a város utcáit. Karácsony előestéje van. Stahlbaum házába sorra érkeznek a vendégek az ünnepre. Az inas udvariasan betessékeli a szülőket, akik gyermekeiket vezetik. Az utoljára érkező Drosselmeyer, az ezermester tréfacsináló, a család öreg barátja alig látszik ki a sok csomag mögül.

#### Második kép
Helyszín: Stahlbaum tanácsos házának előszobája.
A gyerekek izgatottan kukucskálnak a szalon ajtajának kulcslyukán, és türelmetlenül várják az ajándékozást. Köztük van Misi, a házigazda legkisebb fia. Igazi rosszcsont és az összes gyermek közül a legkíváncsibb. Megérkezik Drosselmeyer, és mosolyogva kitárja az ajtót. A gyerekek a szalonba tódulnak, amelynek közepén egy hatalmas karácsonyfa áll, alatta rengeteg ajándékkal.

#### Harmadik kép
Helyszín: Stahlbaum tanácsos házának szalonja.
A gyerekek elözönlik a termet, s örömükben körültáncolják a karácsonyfát. A szülők megilletődötten figyelik őket. Minden gyermeknek jut ajándék: a kislányoknak baba, a fiúknak csákó, kard és fapuska. Mindjárt ki is próbálják az új játékokat. A kisfiúk katonás rendben masíroznak, a lánykák pedig körtáncot járnak, karjukban babával. Ezután szembekötősdi következik. Drosselmeyer bácsi Marikát, Stahlbaumék kislányát fogja meg, akinek büntetésből egy kis táncot kell eljárnia, bájos galoppzenére. A felnőttek koccintanak az ünnep tiszteletére, aztán ők is táncra perdülnek. A táncnak Drosselmeyer vet véget, aki varázslónak öltözve bábszínházat szervez a gyermekeknek: a Herceg és a gonosz Egérkirály küzdelmét a Hercegkisasszonyért. A bábjáték után Drosselmeyer egy kis diótörő bábut csempész a játékvár alá, meglepetésül. De egyetlen gyermeknek sem kell a nagy szájú, csúf figura. Csak Marika nyúl utána. Drosselmeyer tehát neki ajándékozza. A vendégek elvonulnak, így Drosselmeyer és Marika egyedül maradnak, majd egy közös tánc után az öreg is távozik. Marika boldogan, gyengéden babusgatja a Diótörőt. Boldogságát csakhamar Misi zavarja meg, akinek örökösen csínyeken jár az esze: erőszakkal elveszi tőle a játékszert. A dada adja neki vissza. A pityergő Marika újra földerül, karjába veszi a bábut, s örömében táncra perdül vele. Misi azonban nem nyugszik, újabb csínyt eszel ki: az egérkirálybábuval ijeszt rá a kislányra, és megint megkaparintja tőle a játékot. Most egy másik kisfiú, Feri siet Marika segítségére. De a nagy huzavonában letörik a bábu feje. A visszatérő Drosselmeyer megfeddi a rosszcsont Misit, s visszailleszti a diótörőbábu fejét. A vendégek visszatérnek, és folytatódik az ünnepség, de nem sokáig. Hamarosan mindenki búcsút vesz a házigazdáktól és elvonul, még Drosselmeyer bácsi is.

### Második felvonás

#### Első kép
Helyszín: Marika szobája.
A dada Marika ágyát veti. A kislány, lefekvés előtt még egyszer magához szorítja a diótörőbábut, majd gyöngéden lefekteti egy karosszékbe. Lefekszik, elbúcsúzik a dadától, és hamarosan elalszik. Álmában megelevenednek a nemrég átélt izgalmak, különössé és naggyá nőnek a látottak: egerek népesítik be a szobát, megragadják a Diótörőt, majd a szoba közepén felejtik. Éjfélt üt az óra. Marika leszáll az ágyáról, hogy magához vegye kedves játékát. De megint megjelennek a csúf egerek, s a kislány ijedten elbújik.

#### Második kép
Helyszín: Hatalmas karácsonyfa alatt.
Az egerek fosztogatni kezdik a karácsonyfa mézeskalácskincseit. De nem sokáig garázdálkodhatnak, mert megérkezik a megelevenedett Diótörő és megvédi a karácsonyfát. Bevonul a játékvárba. Marika utánamenne, de ekkor megint csodálatos dolog történik: nőni kezd a karácsonyfa. Az egerek is visszatérnek és ismét dézsmálni kezdik a fán csüngő édességeket. Megjelenik a hatalmas Egérkirály is. Marika egy karosszékbe húzódik, és onnan figyeli az eseményeket. A várból ágyú dörren, kivonul csapatával a Diótörő. Gyalogosok, majd huszárok rohamozzák az egereket. A csata sorsát a két vezér párviadala dönti el: a Diótörő legyőzi az Egérkirályt. Ismét különös dolog történik: Drosselmeyer bácsi integet a karácsonyfa ágai közül, majd egyszerre előpattan a daliás ifjúvá – herceggé – változott diótörő. Drosselmeyer neki ajándékozza varázspálcáját.

#### Harmadik kép
Helyszín: Behavazott erdő.
Diótörő herceg boldogan köszönti a szépséges leányzóvá serdült Marikát, azaz Mária hercegnőt, aki kislányos szemérmességgel fogadja daliás hódolóját, ám az ő szívét is átjárja az igaz szerelem. A szerelmesek táncát a hópelyhek teszik varázslatossá. A közös tánc után a hópelyhek lassan tovaszállnak, s Mária és Diótörő herceg egymást átölelve, lassú léptekkel indul utánuk.

### Harmadik felvonás

#### Első kép
Helyszín: Mesebeli, hullámzó tenger.
Diótörő herceg aranyozott dióhéjból készült csajkán birodalmába viszi szépséges menyasszonyát. Mária gyermeki örömmel figyeli a kék hullámok közt megcsillanó halakat, a gyors röptű madarakat, a korallszigetet, amely mellett hajójuk elhalad.

#### Második kép
Helyszín: Tengerparti barlang.
A hajó utasai a tengerparton megpihennek. A herceg a birodalmához vezető utat keresi a barlang sötét cseppkőoszlopai között. Váratlanul akadály zárja el útjukat. Denevérek, a megölt Egérkirály alattvalói sorakoznak föl, hogy elijesszék az ifjú párt. Mária megijed. A herceg előveszi a Drosselmeyertől kapott varázspálcát: ez nyomban elparancsolja az alkalmatlankodó denevéreket és így szabaddá válik az út a herceg birodalmába.

#### Harmadik kép
Helyszín: Diótörő herceg csipkéből szőtt palotája.
A babák birodalmának lakói mély hódolattal fogadják uralkodójukat és Mária hercegnőt. Örömükben táncos ünnepséggel kedveskednek nekik. A sort a Csokoládé (spanyol tánc) nyitja meg, ezt követi a Kávé (arab tánc), a Tea (kínai tánc), a Trepak (orosz tánc; cukornád), a Pásztortánc (dán marcipán), a Fuvolák tánca, majd a Virágkeringő. Mária hercegnő és Diótörő herceg is részt vesz az ünnepségen. A palota hátterében felragyog az óriási karácsonyfa – nem is karácsonyfa ez, hanem tündöklő fényszökőkút. Mária és Diótörő herceg megindul a fényesség felé – aztán vége szakad Marika csodálatos álmának.

#### Negyedik kép
Helyszín: Marika szobája.
Reggel van már. A dada óvatosan benyit a szobába és megnézi az alvó kislányt. Félrehúzza a függönyt. A betóduló napfényre Marika felébred. Az álom bűvöletében levő kislány odaszalad a karosszékben pihenő diótörőbábuhoz és boldogan szorítja magához.

## Hangszerelés
- Vonós hangszerek: I. hegedű, II. hegedű, brácsa, cselló, nagybőgő
- Fafúvós hangszerek: 2 fuvola, 2 oboa, piccolo, angolkürt, 2 klarinét, 2 fagott
- Rézfúvós hangszerek: 4 kürt, 2 kornett, 2 trombita, 3 harsona, tuba
- Ütőhangszerek: triangulum, tamburin, timpani, cimbalom, pergődob, dob, harangjáték, tam-tam, cseleszta, kasztanyetta, játékhangok (dudák, csörgők, gyermektrombita, kakukk stb.)
- Egyéb: 2 hárfa, zongora

## Filmváltozat
- The Nutcracker (1993), rendezte: Emile Ardolino (IMDB)
- A diótörő ismeretlen sztorija, Andrej Koncsalovszkij, HCC Media (2010)
- Diótörő, Deme Zoltán, Vargasfilm (2010)
- A diótörő és a négy birodalom (Disney 2018)

## Animációs változat
- Fantasia, Disney Studio (1940)
- Történetek gyerekkoromból, PBS television (1973)
- A diótörő, Gondos bocsok (Care Bears), Disney Channel (1988)
- Barbie a Diótörőben, Peter Martins Production (2001)

## Szatirikus változat
- Íme a Diótörő, Bravo channel (2003)
- Slutcracker, Somerville Theatre (2008)